# Ogooué
Ogooué, ook geschreven als Ogoué of Ogowe, is een 1200 kilometer lange rivier in West-Centraal-Afrika, die stroomt van Congo-Brazzaville door Gabon naar de Golf van Guinee (Atlantische Oceaan). Het is de belangrijkste rivier van Gabon; het stroomgebied omvat bijna het hele land. Enkele zijrivieren ontspringen in Kameroen en Equatoriaal-Guinea.

## Loop
De Ogooué ontstaat nabij Kengue in het noordwesten van het plateau der Batékés in de Republiek Congo (Congo-Brazzaville). De rivier stroomt eerst in de richting van het noordnoordwesten en stroomt nabij de plaats Maulongo Gabon binnen, waar de regio's Haut-Ogooué, Ogooué-Lolo, Ogooué-Ivindo, Moyen-Ogooué en Ogooué-Maritime naar de rivier zijn vernoemd. Van Lastoursville tot Ndjolé is de Ogooué onbevaarbaar door stroomversnellingen. Vanaf de laatstgenoemde stad buigt de rivier af naar het zuidwesten en stroomt voorbij Lambaréné uit in de Golf van Guinee ten zuiden van de stad Port-Gentil. De delta heeft een lengte van ongeveer 100 kilometer en is eveneens ongeveer 100 kilometer breed.

## Stroomgebied
Het Ogoouébekken omvat 223.856 km², waarvan ongeveer 173.000 (73%) onderdeel vormt van Gabon. De oevers zijn overwegend bedekt met regenwoud en deels met graslanden. De rivier kent een hoge biodiversiteit; onder meer de nijlkrokodil, de breedvoorhoofdkrokodil en de pantserkrokodil komen er voor.
Tot de zijrivieren behoren de Ivindo, Mpassa, Lolo, Okano en Ngounié.

## Economie en bewoning
De rivier is bevaarbaar van Ndjolé tot aan de zee en wordt gebruikt voor het vervoer van hout naar de haven van Port-Gentil. Rondom de rivier liggen verschillende parken, zoals het nationaal park Lopé in Centraal-Gabon.
Het stroomgebied heeft een gemiddelde bevolkingsdichtheid van 4 mensen/km². Tot de plaatsen langs de rivier behoren Ayem, Adane, Loanda, Lambaréné, Ndjolé, Booué, Kan-Kan, Maulongo, Mboungou-Mbadouma, Ndoro, Lastoursville, Moanda en Franceville.
De eerste Europese ontdekkingsreiziger die de rivier bevoer, was de Fransman Pierre Savorgnan de Brazza in de jaren 1870.